# 에바 마리 세인트
에바 마리 세인트(Eva Marie Saint, 1924년 7월 4일 ~ )는 미국의 배우이다. 엘리아 카잔 감독 영화 《워터프론트》를 통해 아카데미 여우조연상을 수상했으며, 알프레드 히치콕 감독 영화 《북북서로 진로를 돌려라》의 이브 켄달 역으로 유명한 인물이다.

## 생애

### 초기
세인트는 1924년 7월 4일 미국 뉴저지주 뉴어크에서 퀘이커 교도 부모 밑에서 태어났다. 그녀의 아버지는 존 머럴 세인트(John Merle Saint), 어머니는 에바 마리(결혼 전 성씨 라이스, Eva Marie née Rice)였다. 그녀는 뉴욕 알바니 인근 델마르에 위치한 베들렘 센트럴 고등학교(Bethlehem Central High School)를 1942년에 졸업하였다. 2006년에는 해당 고등학교 명예의 전당에 헌액되었다.
세인트는 볼링 그린 주립대학교(Bowling Green State University)에서 연기 공부를 하였으며, 델타 감마(Delta Gamma) 여성친목회에 가입하였다. 이 시기에 그녀는 연극 《Personal Appearance》에서 주연을 맡아 출연하였다. 볼링 그린 캠퍼스 내에는 그녀의 이름을 딴 극장이 있다. 또한, 연극 명예 단체인 쎄타 알파 파이(Theta Alpha Phi)에서 활발히 활동하였으며, 1944년에는 학생회 기록 담당으로 봉사하였다.

### 배우 시절
세인트는 NBC 페이지로서 텔레비전 경력을 시작하였다.[8] 1946년부터 1947년까지 라이브 NBC-TV 프로그램 《Campus Hoopla》에 출연하였다. 이 프로그램에서의 그녀의 출연 장면은 희귀한 키네스코프(kinescope)로 녹화되어 있으며, 해당 방송의 오디오 녹음은 미국 의회도서관에 보존되어 있다. 또한 1949년 NBC의 《Bonnie Maid's Versa-Tile Varieties》에 출연하여, 생방송 광고에서 노래하는 ‘Bonnie Maids’ 중 한 명으로 활동하였다.
세인트는 1947년 《라이프》의 텔레비전에 관한 특별 기사에 출연하였으며, 1949년에는 뉴욕에서 생계를 이어가기 위해 최소한의 수입을 얻으며 고군분투하는 배우로서 《라이프》지의 기사에 소개되기도 하였다. 1940년대 후반, 그녀는 라디오와 텔레비전에서 활발히 활동하며 생계를 유지하였다. 1953년에는 호튼 푸트(Horton Foote)의 희곡 《The Trip to Bountiful》에 출연하여 드라마 비평가상을 수상했으며, 릴리언 기시(Lillian Gish), 조 밴 플리트(Jo Van Fleet) 등과 함께 무대에 올랐다.
1955년에는 《The Philco Television Playhouse》에서 패디 체이예프스키(Paddy Chayefsky)의 《Middle of the Night》에서 중년의 E. G. 마샬(E. G. Marshall)의 젊은 연인 역을 맡아 첫 번째 에미상 ‘단일 공연 부문 최우수 여배우’ 후보에 올랐다. 같은 해에는 손턴 와일더(Thornton Wilder)의 희곡을 텔레비전 뮤지컬로 각색한 《Our Town》에 출연하여 폴 뉴먼(Paul Newman), 프랭크 시나트라(Frank Sinatra)와 함께 호흡을 맞추며 또 한 번 에미상 후보에 올랐다. 그녀의 텔레비전 작품에서의 성공과 평가가 매우 높아 “어느 다소 과장된 초기 TV 평론가는 그녀를 ‘텔레비전계의 헬렌 헤이즈(Helen Hayes)’라 불렀다.”고 전해진다.

### 영화 데뷔 및 초기 활동
에바 마리 세인트는 엘리아 카잔(Elia Kazan) 감독, 말론 브란도(Marlon Brando) 주연의 영화 《워터프론트(On the Waterfront, 1954)》를 통해 장편 영화에 데뷔하였다. 이 작품에서 그녀는 오빠의 죽음을 계기로 사건이 전개되는 주인공 에디 도일(Edie Doyle) 역을 맡아, 제27회 아카데미 시상식에서 여우조연상을 수상하였다. 당시 같은 부문 후보로는 클레어 트레버(Claire Trevor), 니나 포크(Nina Foch), 케이티 후라도(Katy Jurado), 잰 스털링(Jan Sterling) 등이 있었다. 이 역할로 세인트는 영국 아카데미 영화상(BAFTA)에서 '가장 유망한 신인 배우(Most Promising Newcomer)' 부문 후보에도 올랐다.
《뉴욕 타임스》의 영화 평론가 A. H. 와일러(A. H. Weiler)는 그녀에 대해 “TV와 브로드웨이 출신 신예 배우 에바 마리 세인트를 기용한 카잔 감독은, 외모에 의존하지 않는 매력적인 금발 연기자를 찾아냈다. 종교계 학교 교육을 받은 인물이 낯선 남성과 사랑에 빠지는 데는 아무런 장애가 없다. 파괴적인 장면 속에서도 그녀는 진정한 로맨스에 따뜻함과 섬세함을 불어넣었다”고 평하였다. 이 작품은 비평과 흥행 양면에서 큰 성공을 거두었으며, 세인트의 영화 경력을 본격적으로 출발시키는 계기가 되었다. 그녀는 이 작품 출연으로 7,500달러의 출연료를 받았다.
세인트는 2000년 《프리미어(Premiere)》 매거진과의 인터뷰에서 영화 촬영 당시를 회고하며 다음과 같이 밝혔다. “카잔 감독은 저를 마를론 브란도와 함께 방에 들여보냈어요. 그리고 ‘브란도는 네 언니의 남자친구다. 젊은 남성과 단둘이 있는 데 익숙하지 않으니, 어떤 상황에서도 그를 방에 들이지 마라’라고 말했죠. 마를론에게는 무슨 말을 했는지 모르겠어요. 그건 그에게 물어보세요. 행운을 빌어요! [브란도는] 방에 들어와 저를 놀리기 시작했고, 제 균형 감각을 완전히 무너뜨렸어요. 그리고 그 촬영 내내 계속 그랬죠.” 이 일화는 2010년 인터뷰에서도 다시 언급되었다.
이후 세인트는 《That Certain Feeling》(1956)에서 밥 호프(Bob Hope)와 함께 출연하였으며, 이 작품으로 5만 달러의 출연료를 받았다. 이어 1957년, 엘리자베스 테일러(Elizabeth Taylor)와 몽고메리 클리프트(Montgomery Clift)와 함께한 남북전쟁 드라마 《Raintree County》에서 10만 달러의 출연 제안을 받았다. 그 직후에는 돈 머레이(Don Murray)와 함께 마약 중독 문제를 다룬 선구적 드라마 《A Hatful of Rain》에 출연하였으며, 이 작품은 제작 순서상 《Raintree County》보다 늦었지만 1957년에 먼저 개봉되었다. 그녀는 이 작품으로 영국 아카데미 영화상 ‘최우수 외국 여자배우(Best Foreign Actress)’ 부문 후보에 지명되었다.

### 《북북서로 진로를 돌려라》(1959)
에바 마리 세인트는 알프레드 히치콕(Alfred Hitchcock) 감독의 서스펜스 고전 《북북서로 진로를 돌려라(North by Northwest, 1959)》에서 팜파탈 역할을 맡으며 관객과 평단 모두에게 강한 인상을 남겼다. 히치콕은 수십 명의 후보를 제치고 세인트를 캐스팅해 많은 이들을 놀라게 했다. 캐리 그랜트(Cary Grant), 제임스 메이슨(James Mason)과 함께 출연한 이 영화는 어니스트 레만(Ernest Lehman)이 각본을 맡았으며, 히치콕이 1930~50년대에 연출한 《39계단(The 39 Steps)》, 《청춘과 무죄(Young and Innocent)》, 《사보타주(Saboteur)》 등 ‘억울한 남자’ 소재 첩보 스릴러의 계보를 현대적으로 재해석한 작품이다. 《북북서로 진로를 돌려라》는 흥행에 성공하였으며, 이후 수십 년간 첩보 영화에 영향을 끼친 대표작이 되었다. 이 영화는 미국영화연구소(American Film Institute)의 ‘역대 가장 위대한 미국 영화 100선’에서 40위에 올랐다.
히치콕 감독은 세인트와 함께 그녀의 목소리를 낮고 허스키하게 조율하였으며, 뉴욕의 버그도프 굿맨(Bergdorf Goodman)에서 함께 의상을 직접 고르기도 했다.
세인트는 이전과는 다른 화면 속 인물로 변신하여 관객과 캐리 그랜트를 모두 혼란스럽게 만드는 신비롭고 매혹적인 여성 역할을 능숙하게 소화해 호평을 받았다. 1959년 8월 7일 자 《뉴욕 타임스》에서 평론가 에이브 H. 와일러(Abe H. Weiler)는 “캐리 그랜트의 로맨틱 상대역으로 에바 마리 세인트를 기용한 히치콕 감독은 이전에 보지 못했던 그녀의 재능을 끌어냈다. 겉으로는 차가운 인물처럼 보이지만, 그녀는 사랑스러운 여주인공이자 매혹적인 여성으로 완전히 변신했다”고 평하였다.
2000년 세인트는 캐리 그랜트 및 히치콕과의 촬영 경험을 회상하며 “(그랜트는) ‘봐, 에바 마리, 영화에서 울지 않아도 즐겁게 연기할 수 있어. 그냥 즐겁게 놀아봐’라고 말했어요. 히치콕은 ‘더 이상 싱크대 앞에서 연기하는 영화는 하지 마. 《워터프론트》 같은 흑백영화는 이제 그만해. 칙칙한 셋집 배경도 이제 충분해. 여성 관객들은 영화를 보러 오기 전에 집에서 싱크대를 떠났어. 그들은 스크린에서도 더 이상 싱크대를 보고 싶지 않아’라고 말했죠”라고 언급했다. 이에 대해 세인트는 2010년 인터뷰에서 “히치, 그건 약속 못 드려요. 그런 드라마가 좋거든요”라고 답했다고 전했다.

### 후반 경력
에바 마리 세인트는 10여 년 만에 영화계로 복귀하여 게리 마샬(Garry Marshall) 감독의 작품 《나에겐 아무것도 없어(Nothing in Common, 1986)》에서 톰 행크스(Tom Hanks)가 연기한 인물의 어머니 역을 맡았다. 평론가들은 그녀의 스크린 복귀를 환영하며 호평을 보냈다. 이후 세인트는 텔레비전으로 활동 무대를 옮겨 다양한 프로젝트에 출연하였다. 다섯 차례 에미상 후보에 오른 끝에, 1990년 미니시리즈 《피플 라이크 어스(People Like Us)》로 첫 에미상을 수상하였다.[28] 1990년대에도 여러 텔레비전 작품에 출연했으며, 1999년에는 시트콤 《프레이저(Frasier)》에서 라디오 프로듀서 로즈 도일(Roz Doyle)의 어머니 역으로 출연하였다.
2000년에는 킴 베이싱어(Kim Basinger) 주연의 영화 《아프리카를 꿈꾸며(I Dreamed of Africa)》로 다시 스크린에 복귀하였다. 2005년에는 제시카 랭(Jessica Lange), 샘 셰퍼드(Sam Shepard)와 함께 《돈트 컴 노킹(Don't Come Knocking)》에 출연하였다. 같은 해, 가족 영화 《위대한 개 윈딕시(Because of Winn-Dixie)》에서 애나소피아 롭(AnnaSophia Robb), 제프 다니엘스(Jeff Daniels), 시슬리 타이슨(Cicely Tyson)과 함께 출연하였다.
2006년에는 《슈퍼맨 리턴즈(Superman Returns)》에서 클라크 켄트(슈퍼맨)의 양어머니 마사 켄트(Martha Kent) 역으로 출연하였으며, 이 작품에서는 그녀의 《워터프론트(On the Waterfront)》 시절 공동 출연자인 말론 브랜도(Marlon Brando)의 CG 처리된 모습과 함께 등장하였다.[33] 2007년에는 서부극 영화에 기여한 공로로 골든 부츠 어워드(Golden Boot Awards)를 수상하였다.
세인트는 2012년 니켈로디언(Nickelodeon)의 애니메이션 시리즈 《코라의 전설(The Legend of Korra)》에서 원작 《아바타: 아앙의 전설(Avatar: The Last Airbender)》의 주요 인물인 카타라(Katara)의 노년기 목소리를 맡아 출연하였다. 같은 해 9월, 마크 헬프린(Mark Helprin)의 소설을 원작으로 한 영화 《윈터스 테일(Winter’s Tale)》에 성인 윌라(Willa) 역으로 캐스팅되었다.
2018년, 세인트는 93세의 나이로 아카데미 시상식에 참석하여 의상상 시상을 맡았으며, 무대에 등장하자 관객들로부터 기립박수를 받았다.[37] 2021년에는 팟캐스트 연극 시리즈 《더 팩 팟캐스트(The Pack Podcast)》의 에피소드 〈버스 라이드(The Bus Ride)〉에서 마리사 토메이(Marisa Tomei)와 함께 출연하였다.
세인트는 할리우드 명예의 거리(Hollywood Walk of Fame)에 영화 부문(할리우드 대로 6624번지)과 텔레비전 부문(할리우드 대로 6730번지)에 각각 한 개씩, 총 두 개의 별을 보유하고 있다.

## 개인사
에바 마리 세인트는 1951년 10월 28일, 프로듀서이자 감독인 제프리 헤이든과 결혼했다. 두 사람 사이에는 아들 대럴(1955년 4월 1일 출생)과 딸 로렛(1958년 7월 19일 출생) 두 자녀가 있다. 첫째인 대럴은 세인트가 영화 《워터프론트》로 아카데미 여우조연상을 수상한 지 이틀 만에 태어났으며, 그녀는 수상 소감에서 “아마 이 자리에서 아이를 낳을지도 모르겠어요!”라고 말해 웃음을 자아냈다. 세인트와 헤이든은 네 명의 손주를 두었고, 2016년 헤이든이 세상을 떠날 때까지 65년간 함께했다. 2024년 7월 4일, 세인트는 100번째 생일을 맞이했으며, 로스앤젤레스에서 4세대 가족들과 함께 축하했다.

## 출연 작품
- 워터프론트 (1954) - 에디 도일 역
- 빗물 가득 (1957)
- 북북서로 진로를 돌려라 (1959) - 이브 켄달 역
- 영광의 탈출 (1960)
- 아킬레호의 테러 (1990, Voyage of Terror: The Achille Lauro Affair)
- 수퍼맨 리턴즈 (2006) - 마샤 켄트 역
- 윈터스 테일 (2014)

## 수상 경력
- 아카데미상
  - 수상 1955년 아카데미 여우조연상 : 《워터프론트》

- 영국 아카데미상
  - 노미네이트
    - 1955년 신인상 : 《워터프론트》
    - 1958년 최우수 외국 여배우상 : 〈빗물 가득〉

- 골든 로브상
  - 노미네이트
    - 1958년 여우주연상 (드라마부문) : 〈빗물 가득〉